# Elattoneura oculata
Elattoneura oculata là loài chuồn chuồn trong họ Platycnemididae. Loài này được Kirby mô tả khoa học đầu tiên năm 1894.